# Месье и мадам Эдуард Мане
«Месье и мадам Эдуард Мане» (фр. Edouard Manet et sa femme) — картина французского художника Эдгара Дега, написанная около 1868 года. Хранится в коллекции Муниципального музея искусств Китакюсю в японском городе Китакюсю. На картине изображен художник Эдуард Мане, друг Дега, который удобно устроился на диване, а его жена Сюзанна сидит рядом с ним за фортепиано. Эдгар Дега подарил полотно Мане. Однако Мане отрезал правую часть картины, потому что был недоволен исполнением лица своей жены. Это место сегодня закрыто куском незакрашенного холста.

## Описание
На картине художник Эдуард Мане изображён так, что кажется, будто он слушает, как его жена Сюзанна играет на фортепиано. Бросается в глаза широкая полоса неокрашенного холста с правой стороны. Здесь Дега первоначально изобразил лицо Сюзанны Мане и её руки на клавиатуре. Этот фрагмент холста был отрезан Мане и не сохранился. Несколько десятилетий спустя Дега добавил к картине кусок грунтованного холста, чтобы заново нарисовать уничтоженную часть полотна, но так и не сделал этого.
Эдуард Мане сидит на диване у боковой стены в левой половине картины. Предмет мебели, имеющий подлокотники, покрыт белым чехлом. Мане принял удобную позу. В то время как его левая нога вытянута в сторону пола, его левая рука находится в кармане брюк. Правая нога согнута, а левая висит в воздухе перед диваном. Мане одет в тёмный костюм, под ним жилет цвета охры, белая рубашка и тёмный галстук. Наклонив верхнюю часть тела в одну сторону, он опирается головой о подушку спинки сиденья на правую руку, а правым локтем касается бедра. Лицо Мане имеет румяный цвет. Бросаются в глаза его рыжевато-коричневая борода и каштановые волосы, завитые над правым ухом и лбом.
Сюзанна Мане, сидящая прямо, помещена с правой стороны. На ней белое платье, украшенное узкими вертикальными чёрными полосками. Её каштановые волосы заколоты на затылке так, что видно правое ухо. Из-за обрезки полотна лицо и вытянутые вперед руки отсутствуют. Несмотря на то, что пианино и руки на клавиатуре не видны на картине, поза Сюзанны Мане создаёт впечатление, что она играет на пианино.
Дега показывает пару Мане в углу скудно обставленной комнаты. Рядом со стулом, на котором сидит мадам Мане и от которого видна только тёмная спинка, стоит диван, на котором расположился Эдуард Мане. За ним — круглая подушка с красной каймой и вышивкой или гобеленом. Две стены эскизно выполнены переливающимися красками от коричневых тонов до бирюзовых. Только две золотые полосы указывают на обшивку стен, а на переднем плане изображён пол светлого цвета. На основе этих немногих деталей и путём сравнения с картинами Мане, такими как «Мадам Мане за роялем» (Музей Орсе), удалось определить, что помещение на картине - это комната в квартире Мане в доме № 49 по улице Сен-Петерсбур, куда пара переехала осенью 1866 года.
На картине Мане изображён не как художник, а как обычный человек в бытовой сцене. Он сидит на диване и, кажется, почти не обращает внимания на жену. По словам его школьного друга Антонена Пруста, Мане не интересовался музыкой. Поэтому он, вероятно, лишь вполуха слушал игру жены на пианино и мысленно отсутствовал. Историк искусства Джин Сазерленд Боггс пишет об этой картине, что она «искусно просто изображает и Мане, и мир, в котором он жил, и поэтому представляет собой одновременно портрет и жанровую сцену».

## Дружба Дега и Мане

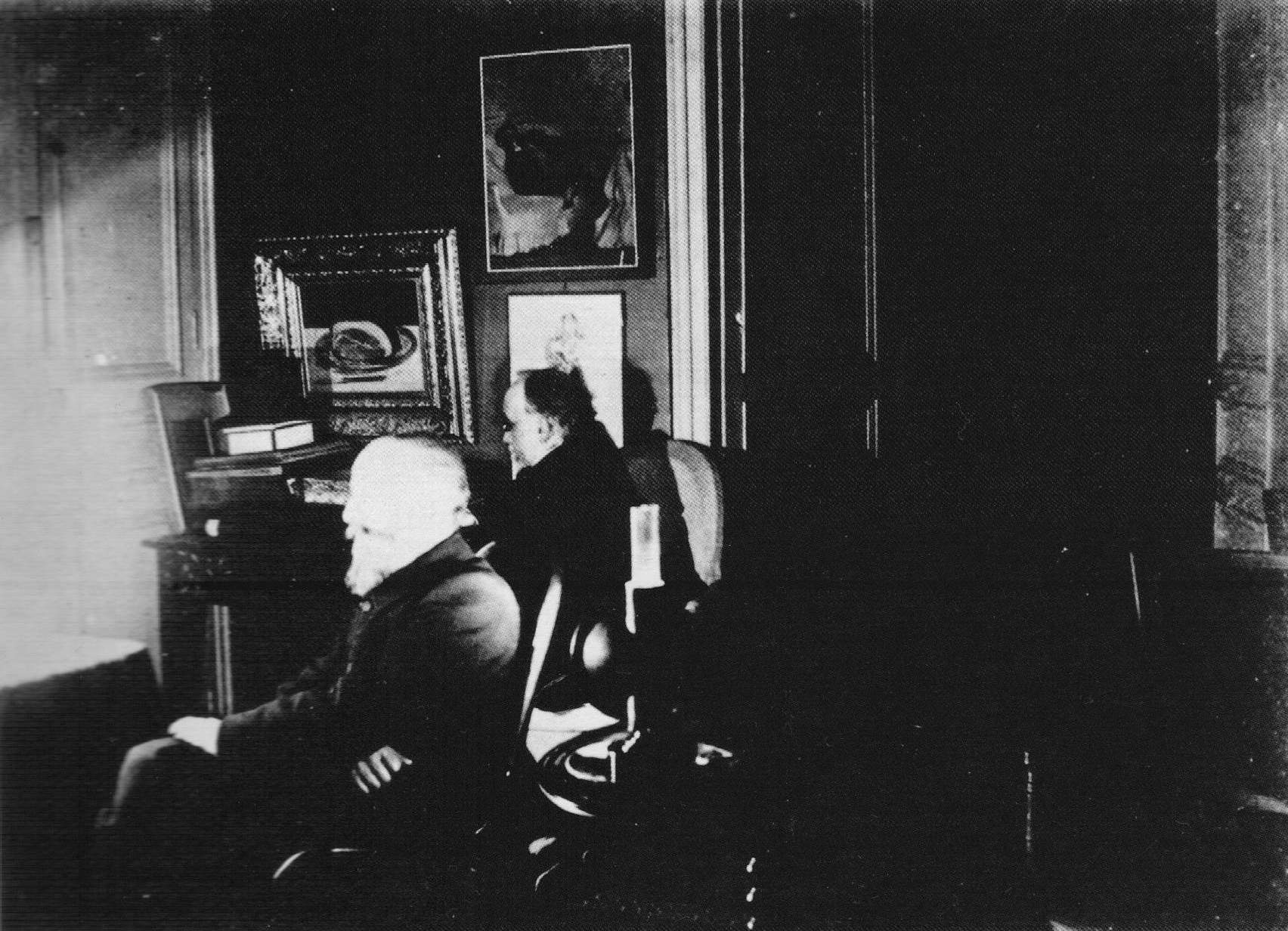
Эдгар Дега (на переднем плане) и Поль-Альбер Бартоломе в квартире Дега. Фотография неизвестного фотографа около 1895-97 гг. Картина Мане «Ветчина» на заднем плане и картина Дега «Месье и мадам Эдуард Мане» справа

Существует мало письменных свидетельств дружбы между Дега и Мане. Хотя сохранилось несколько писем 1868—1869 годов, неизвестно, когда именно художники познакомились. Предположения варьируются от 1859 до 1862 года. Биограф Мане Огюст Моро-Нелатон пишет, что Дега и Мане впервые встретились в Лувре. Дега в то время копировал портрет инфанты Маргариты, приписываемый Диего Веласкесу, рисуя его прямо на медной пластине. Мане был поклонником Веласкеса и также скопировал портрет инфанты Маргариты для офорта. Однако более тесные дружеские отношения, по-видимому, возникли только с середины 1860-х годов. Об этом свидетельствуют различные рисунки этого периода, на которых Дега изобразил своего коллегу Мане.
У Дега и Мане было несколько общих черт. Они оба были родом из Парижа, и их семьи принадлежали к обеспеченному среднему классу. В отличие от многих своих более поздних друзей-импрессионистов, они почти не интересовались пейзажной живописью, предпочитая изображать la vie moderne — современную жизнь Парижа. Дега и Мане часто посещали бары для художников, такие как Café Guerbois или Tortoni, и имели общих друзей, среди которых писатели Эдмон Дюранти и Эмиль Золя, хозяйка салона Нина де Каллиас, певец Лоренцо Паганс или коллеги-художники Анри Фантен-Латур, Пьер Пюви де Шаванн, Альфред Стевенс и, с конца 1860-х годов, Берта Моризо. После женитьбы Мане в 1863 году его жена Сюзанна также принадлежала к кругу друзей Дега. Дега неоднократно приходил в качестве гостя к Мане, который приглашал друзей по четвергам для обмена идеями. Сюзанна Мане, искусная пианистка, играла на фортепиано на этих светских приемах, и Дега, должно быть, наблюдал за ней. В свою очередь, Мане были гостями на вечерних приемах в доме Огюста де Газа, отца неженатого Эдгара Дега.

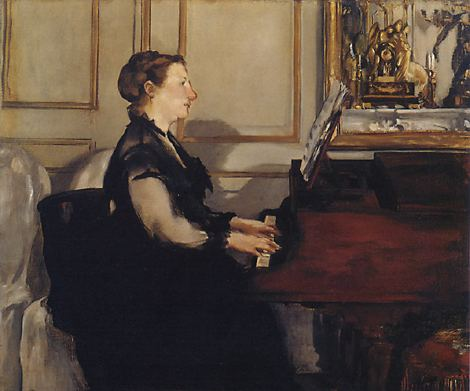
работы Эдуара Мане, 1867—1868 гг.

Картина «Месье и мадам Мане» была подарком Дега Эдуару Мане и, как таковая, была символом их дружбы. После получения картины Мане отрезал полосу холста у правого края. Об этом пишет биограф Мане Огюст Моро-Нелатон, а также галерист Амбруаз Воллар в 1920-х годах. Уже в 1895 году племянница Мане Жюли описала в своём дневнике визит к Дега, во время которого она впервые увидела картину и спросила художника о ней. После этого она отметила, что «поскольку мой дядя считал свою жену слишком уродливой для изображения, он просто отрезал её». Это привело к значительной напряженности в отношениях между двумя художниками. Дега забрал свою картину себе, а затем отправил обратно натюрморт, написанный Мане. Мане, в свою очередь, почувствовал вызов как художник и в свою очередь написал портрет своей жены за фортепиано (Музей Орсэ). Однако напряженные отношения между двумя художниками длились недолго. Позже Дега попытался вернуть натюрморт у Мане, но тот уже продал его. Портрет месье и мадам Мане, похоже, понравился Дега даже в обрезанном виде, поскольку, как показывает фотография 1895—1897 годов, он повесил его в таком обрамлении в своём салоне — прямо рядом с картиной Мане «Ветчина» (коллекция Баррелла, Глазго).

## Провенанс
После того как Дега получил обратно картину «Месье и мадам Эдуард Мане», первоначально подаренную Мане, она оставалась у него вплоть до самой смерти в 1917 году. На аукционе по распродаже имущества Дега в марте 1918 года картина была продана за 40 000 франков в парижскую галерею Trotti & Cie, действующую от имени датского коллекционера Вильгельма Хансена. За несколько лет Хансен собрал обширную коллекцию датского искусства XIX века и работ французских художников, в основном импрессионистов и постимпрессионистов. Когда в 1923 году у Хансена возникли финансовые трудности, он был вынужден продать 75 работ из своей коллекции. Среди них была и картина «Месье и мадам Эдуард Мане», которая перешла к японскому коллекционеру Мацуката Кодзиро. Позднее Кодзиро продал картину промышленнику Вада Кюдзаэмону (1890—1968) из Кобэ. Впоследствии она принадлежала неназванному частному коллекционеру, который передал картину в постоянную аренду Национальному музею западного искусства в Токио с 1971 по 1973 год. В 1974 году картина была представлена как часть коллекции недавно открытого Муниципального музея искусств Китакюсю.